# Лоутер, Николас, 2-й виконт Алсуотер
Николас Джеймс Кристофер Лоутер, 2-й виконт Алсуотер (англ. Nicholas James Christopher Lowther, 2nd Viscount Ullswater; родился 9 января 1942 года) — британский дворянин, консервативный политик и член Палаты лордов. Он занимал пост государственного министра жилищного строительства с 1994 по 1995 год.

## Ранняя жизнь
Родился 9 января 1942 года. Единственный сын Джона Артура Лоутера (1910—1942) и Присциллы Ламберт (1917—1945). Его отец был секретарем герцога Кентского, который служил шафером на их свадьбе в 1937 году. Его отец погиб вместе с герцогом в авиакатастрофе в Данбите. Внук майора Достопочтенного Кристофера Уильяма Лоутера (1887—1935) и правнук Джеймса Уильяма Лоутера, 1-го виконта Алсуотера (1855—1949). Участвовал в коронации Елизаветы Второй.
Лоутер получил образование в Итонском колледже и Тринити-колледже в Кембридже.

## Политическая карьера
Лоутер был назначен лордом-в-ожидании (кнут) в январе 1989 года Маргарет Тэтчер, прежде чем стать парламентским заместителем министра в Министерстве занятости в июле 1990 года. Он был сохранен Джоном Мейджором в этой роли до 1993 года, когда он стал капитаном Корпуса офицеров почётного эскорта (главный правительственный кнут в Палате лордов). Он оставался в этой роли в течение года. Он стал государственным министром жилищного строительства в Министерстве окружающей среды (а также тайным советником) в 1994 году, но покинул правительство в результате перестановок 1995 года.

## Принцесса Маргарет
В 1998 году Николас Лоутер был назначен личным секретарём принцессы Маргарет, графини Сноудон, и оставался на этом посту до её смерти в 2002 году. Он был назначен лейтенантом Королевского Викторианского ордена в списке особых наград, выпущенном королевой после смерти принцессы.

## Возвращение в политику
Будучи членом королевского двора, виконт Алсуотер не мог участвовать в партийной политике и не стремился оставаться в Палате лордов, когда был принят Закон о Палате лордов 1999 года. Но после смерти виконта Оксфьюрда в январе 2003 года он победил на дополнительных выборах в Палату представителей, что позволило ему вернуться в Палату лордов.
22 мая 2006 года лорд Алсуотер был выдвинут на вновь созданный пост лорда-спикера и на выборах, состоявшихся 28 июня 2006 года, занял третье место из девяти кандидатов. Он был одним из заместителей спикера в палате лордов до мая 2020 года; с июня 2020 года по май 2021 года он был заместителем председателя комитетов. Его прадед, Джеймс Лоутер, занимал пост спикера Палаты общин в 1905—1921 годах.

## Другие интересы
Лорд Уллсуотер является председателем Lonsdale Settled Estates Ltd и директором Lowther Trustees Limited, обеих компаний, которые управляют семейными землевладениями в Камбрии.

## Семья
10 июня 1967 года лорд Алсуотер женился на Сьюзен Уэзерби (род. 21 ноября 1947), дочери Джеймса Говарда Уэзерби и Мэри Уэйк. У пары двое сыновей и две дочери:
- Достопочтенная Эмма Мэри Лоутер (р. 2 августа 1968), муж — Кристиан Стюарт-Смит, от брака с которым у него было двое детей
- Достопочтенная Клэр Присцилла Лоутер (р. 17 июля 1970), муж с 1996 года Марк Флоун-Томас, от брака с которым у неё была одна дочь
- Достопочтенный Бенджамин Джеймс Лоутер (р. 26 ноября 1975), старший сын и преемник отца. Женат на Терезе Шуман, от которой у него есть один сын
- Достопочтенный Эдвард Джон Лоутер (р. 8 октября 1981), жена с 2011 года Кэтрин Луиза Эмили Хеншоу, от брака с которой у него двое дочерей.

Семья живет в Докинге в Норфолке.